# Libertarianizem
Libertarianizem (iz latinščine: libertas, pomen "svoboda") je skupek političnih filozofij in gibanj, ki se zavzemajo za svobodo kot jedrno načelo oz. vrednoto. Libertarci hočejo maksimirati politično svobodo in avtonomnost, poleg tega je za njih pomembno tudi dati vsakemu posamezniku pravico do svobodnega izbora, prostovoljnega združevanja in individualne presoje. Libertarci gojijo skeptični pogled na avtoriteto in vladno moč, kljub temu pa obstajajo variacije v tej ideološki skupnosti glede osbega nasprotovanja oblasti in obstoječim gospodarskim sistemom. Libertarianizem lahko opišemo bodisi kot levičarski bodisi kot desničarski, odvisno je od posameznega libertarianističnega misleca. 
V slovenskem prostoru je izraz libertarianizem redek in večina ljudi se še nikoli ni srečala z njim, posledično v Sloveniji tudi ni politične stranke, ki bi se identificirala kot taka, saj ne obstaja baza volilcev.